# Promozione Sardegna 1955-1956
La Promozione fu il massimo campionato regionale di calcio disputato in Sardegna nella stagione 1955-1956.
A ciascun girone, che garantiva al suo vincitore la promozione a condizione di soddisfare le condizioni economiche richieste dai regolamenti, partecipavano sedici squadre, ed era prevista la retrocessione solo della peggiore classificata a causa del previsto allargamento.
A ciascun girone, che garantiva al suo vincitore la promozione in IV Serie a condizione di soddisfare le condizioni economiche richieste dai regolamenti, partecipavano sedici squadre, ed era prevista la retrocessione delle quattro peggio piazzate, anche se erano possibili aggiustamenti automatici per ripartire fra le appropriate sedi locali le squadre discendenti dalla IV Serie. Nel caso particolare, tuttavia, non essendo stata in grado la Lega Regionale Sarda di raccogliere sufficienti iscrizioni, per garantire comunque la regolarità di questo torneo a quattordici squadre titolari, si programmò la retrocessione delle ultime due classificate.

## Classifica finale
|  | Pos. | Squadra         | Pt        | G   | V   | N  | P   | GF  | GS  | DR  |
|  | ---- | --------------- | --------- | --- | --- | -- | --- | --- | --- | --- |
|  | 1.   | Gallura         | 36        | 24  | 16  | 4  | 4   | 48  | 22  | +26 |
|  | 2.   | C.R.A.L. Marina | 33        | 24  | 13  | 7  | 4   | 46  | 21  | +25 |
|  | 3.   | Olbia           | 32        | 24  | 12  | 8  | 4   | 50  | 17  | +33 |
|  | 4.   | Pol. Ilvarsenal | 28        | 24  | 11  | 6  | 7   | 52  | 31  | +21 |
|  | 5.   | Nuorese         | 28        | 24  | 11  | 6  | 7   | 48  | 35  | +13 |
|  | 6.   | Juve S.Giorgio  | 26        | 24  | 10  | 6  | 8   | 35  | 26  | +9  |
|  | 6.   | Arborea         | 26        | 24  | 12  | 2  | 10  | 44  | 44  | 0   |
|  | 6.   | Ozierese        | 26        | 24  | 10  | 6  | 8   | 47  | 32  | +15 |
|  | 9.   | Arbus           | 23        | 24  | 8   | 7  | 9   | 45  | 36  | +9  |
|  | 10.  | Tharros         | 20        | 24  | 8   | 4  | 12  | 30  | 34  | -4  |
|  | 11.  | Berchidda       | 12        | 24  | 4   | 4  | 16  | 22  | 67  | -45 |
|  | 12.  | Folgore         | 11        | 24  | 4   | 3  | 17  | 16  | 79  | -63 |
|  | 13.  | Pol. Alghero    | 11        | 24  | 3   | 5  | 16  | 20  | 59  | -39 |
|  | ---  | Pietro Nali     | Escluso   |     |     |    |     |     |     |     |
|  | ---  | Cagliari B      | Fuori cl. |     |     |    |     |     |     |     |
|  |      |                 | 312       | 312 | 122 | 68 | 122 | 503 | 503 | 0   |

Verdetti
- Gallura promosso in IV Serie 1956-1957.
- Alghero retrocesso in Prima Divisione.
- Pietro Nali escluso alla 4ª rinuncia e retrocesso in Prima Divisione.
- Il Cagliari B (squadra B = riserve) non fa parte della classifica.